# 살수 대첩

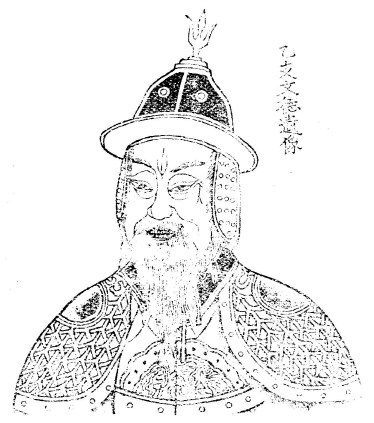

살수 대첩(薩水大捷)은 제2차 고수 전쟁을 고구려의 승리로 장식한 전투이다. 평양을 직공했던 수나라의 30만 군대가 살수를 건너 회군하던 중 을지문덕 군의 공격을 받아 궤멸적인 피해를 입고 패주했다. 귀주 대첩, 한산도 대첩과 함께 한국사 3대 대첩 중 하나로 불린다.

## 배경
612년 1월(음력) 제2차 여수 전쟁이 발발하여 수 양제는 1,133,800명의 병력으로 고구려의 요동성과 여러 성으로 출병하였다. 그러나 여러 달 동안 함락시키지 못하고 피해가 누적되자 6월(음력)에 수군(水軍)과 육군으로 편성된 별동대를 조직하여 평양성을 단숨에 공격하려 하였다.
육군은 좌익위대장군(左翊衛大將軍) 우문술, 우익위대장군 우중문, 좌효위대장군(左驍衛―) 형원항(荊元恒), 우익위장군 설세웅, 우둔위장군 신세웅, 우어위장군(右禦衛―) 장근(張瑾), 우무후장군(右武侯―) 조효재(趙孝才), 탁군태수 겸 검교좌무위장군(檢校左武衛―) 최홍승(崔弘昇), 검교우어위대장군 위문승이, 수군(水軍)은 우효위대장군 내호아, 좌무위장군 주법상등이 지휘하였다.
육군보다 빠르게 패수(지금의 대동강이라고 주류 학계에서는 얘기하고 있으나 일부 다른 의견도 존재함)에 도착한 내호아는 부총관 주법상의 제지에도 불구하고 단독으로 평양성을 공격했다가 대파당했다. 이로써 평양성으로 향하는 별동대는 약305,000명의 육군만이 남았다.

## 진행
별동대는 원래 100일치 식량과 방패, 갑옷, 옷감, 무기 등 온갖 물자를 갖추어 행군을 시작하였으나 병사들이 3섬 이상의 무게를 감당하지 못했다. 쌀과 조를 버리고 가는 자는 목을 베겠다는 군령이 떨어졌음에도 모두 군막 아래에 구덩이를 파고 묻었다. 그래서 행군 도중부터 식량 부족에 시달렸다.
이때 고구려 장수 을지문덕이 거짓 항복하며 수나라군의 군영에 들어가서 그 허실을 보았다. 을지문덕이 오면 사로잡으라는 양제의 밀지를 받았던 우문술과 우중문은 그를 억류하고자 하였는데 위무사로 종군하고 있던 상서 우승(尙書右丞) 유사룡이 말려서 그만두고 돌아가게 하였다. 그러나 이내 후회하여 을지문덕을 다시 오라고 하였지만 그는 돌아보지도 않고 압록수를 건너가버렸다.
우문술은 을지문덕도 놓쳤고 식량도 다 떨어져서 돌아가려고 했지만, 우중문은 성을 내며 계속 나아갈 것을 주장하였다. 우문술 역시 언성을 높였으나, 일전에 양제가 우중문에게는 계획성이 있으니 그 의견을 경청하라고 하였기에 부득이 따를 수밖에 없었다. 압록수를 건너 을지문덕을 추격하여 초반에는 하루에 7번 싸워 모두 이겼다. 여러 번 승리한 것을 믿고 계속 진격하니 살수를 건너 평양성에서 30리 떨어진 곳까지 와서 진을 쳤다.
그러나 이것은 모두 을지문덕의 기만에 의한 유도 작전이었다. 수나라군의 군사가 굶주린 기색이 있음을 보고 이들을 피곤하게 만들려고 매번 싸울 때마다 달아났던 것이었다. 을지문덕은 우중문에게는 희롱하는 시를 보내고, 우문술에게는 거짓 항복하며 만약 군대를 돌리면 왕을 모시고 행재소(行在所)로 가서 뵙겠다고 하였다. 수나라군은 지칠대로 지쳐서 다시 싸우기가 힘들었던 데 반해 평양성은 험하고 견고하여 단숨에 함락시키기가 어려웠다. 그리하여 하는 수 없이 거짓 항복을 명분으로 삼아 회군을 시작하였다. 그래도 아직까지는 건제를 유지하여 방진(方陣)을 갖추며 퇴각하였고 이에 을지문덕은 끈질기게 추격하여 가다 싸우기를 반복하였다.
7월(음력), 마침내 수나라군이 살수에 이르렀다. 반 즈음 건넜을 때 고구려군이 뒤에서 후군을 공격했고 수나라군은 신세웅이 전사하는 등 여러 군대가 걷잡을 수 없이 무너져 장수와 병사들이 달아났다. 하루 밤낮 만에 압록수에 닿았으니 그 거리가 450리였다. 왕인공(王仁恭)이 최후의 부대가 되어 가까스로 고구려군을 막아냈다. 평양 밖 포구에 주둔하고 있던 내호아는 살수대첩의 소식을 듣고는 퇴각하였다.

## 결과
아홉 군이 처음 요하에 이르렀을 때의 병력은 305,000명이었으나 그 중에 요동반도로 다시 돌아온 자는 겨우 2,700명이었다. 수많은 군수물자와 공성병기는 모두 잃어버렸다. 양제는 크게 노하여 우문술 등을 쇠사슬로 묶고 7월 25일(음력)에 본대 병력을 이끌고 철수하니 제2차 여수전쟁은 고구려의 대승으로 막을 내렸다.
우문술 등 살아남은 장수들은 모두 작위가 박탈되고 서민으로 강등되었다. 다만 설세웅은 분전한 점이 감안되어 면직으로 그쳤고, 위문승은 홀로 전력을 보전한 채 퇴각한 공이 있어 금자광록대부(金紫光祿大夫)로 승진했다. 을지문덕을 잡을 기회를 놓치게 했던 유사룡은 참수되었다. 양제는 큰 피해를 입었음에도 고구려 정벌을 포기하지 않았고 이듬해 우중문을 제외한 모든 장수를 복권시키며 제3차 여수전쟁을 일으킨다.

## 여담
- 흔히 살수 대첩 하면 귀주 대첩과 함께 수공(水攻)을 떠올린다. 그러나 《삼국사기》, 《수서》, 《자치통감》, 《동사강목》, 《해동역사》 등 한국과 중국의 사서에서는 둑을 무너뜨려 수공을 했다는 내용이 전혀 없다. 오직 근대 기록에만 등장하는데[7] 이는 민간의 전설이었던 칠불전설(七佛傳說)[8]이 변형되어 수록된 것이다.[9] 실제 수공을 활용한 전투는 흥화진 전투뿐이다.
- 〈유우중문〉(遺于仲文)의 발송 시점은 《삼국사기》와 《수서》간에 차이가 있다. 《삼국사기》에서는 수나라군이 평양 근처까지 왔을 때 시를 보내는 것으로 되어 있지만, 《수서》에서는 을지문덕이 수나라군의 진영에서 돌아와 압록강을 건넌 직후 시를 보내 우중문을 도발하는 것으로 되어 있다. 이후 도발에 넘어간 우중문이 우문술의 철수 권유에도 불구하고 화를 내며 압록강을 넘는 장면으로 이어진다.[5]
- 을지문덕이 유인작전을 벌일 때 청야 전술도 사용했을 것으로 보기도 한다.[10]
- 설세웅의 용맹 덕분에 수나라 군대는 전부 죽는 것만큼은 모면하고 2,700명이라도 살아 남았다.
- 고구려는 수나라와의 전쟁으로 요하 서쪽을 잃었다.

## 을지문덕의 시
을지문덕이 우중문에게 보낸 시의 내용은 다음과 같다.

- 神策究天文 신책구천문 - 그대의 신기한 책략은 하늘의 이치를 다했고
- 妙算窮地理 묘산궁지리 - 오묘한 계획은 땅의 이치를 다했노라
- 戰勝功旣高 전승공기고 - 전쟁에 이겨서 그 공이 이미 높으니
- 知足願云止 지족원운지 - 만족함을 알고 그만 두기를 바라노라

## 참고 문헌
- 《삼국사기》20권〈고구려본기〉제8 영양왕 23년조
- 《삼국사기》44권 열전 제4 을지문덕